# Hibiscus des marais
Espèce
Classification phylogénétique
Synonymes
- Hibiscus palustris L.
- Hibiscus aquaticus DC.
- Hibiscus roseus
- Hibiscus oculiroseus Britt.
- Hibiscus opulifolius Greene
- Hibiscus pinetorum Greene

L'Hibiscus des marais (Hibiscus moscheutos) est une espèce de plantes vivaces ligneuses à grandes fleurs (jusqu'à 25 cm) de la famille des Malvacées, originaire d'Amérique du Nord. 

## Habitat
À l'état naturel, cet hibiscus se trouve surtout dans les zones humides du sud-est des États-Unis, mais on le trouve jusqu'en Ontario au nord.

## Description
De grandes tiges (1,25 à 1,5 m) se développent à la fin du printemps quand le sol est bien réchauffé. La couleur de la fleur varie du blanc pur au rose profond, avec un cœur fuchsia à brun.
Les horticulteurs ont produit de nombreux cultivars depuis la fin du XIXe siècle.
Les hybrides naturels ou horticoles sont possibles entre Hibiscus moscheutos, H. coccineus, H. laevis, H. grandiflorus, H. dasycalyx, H. mutabilis.

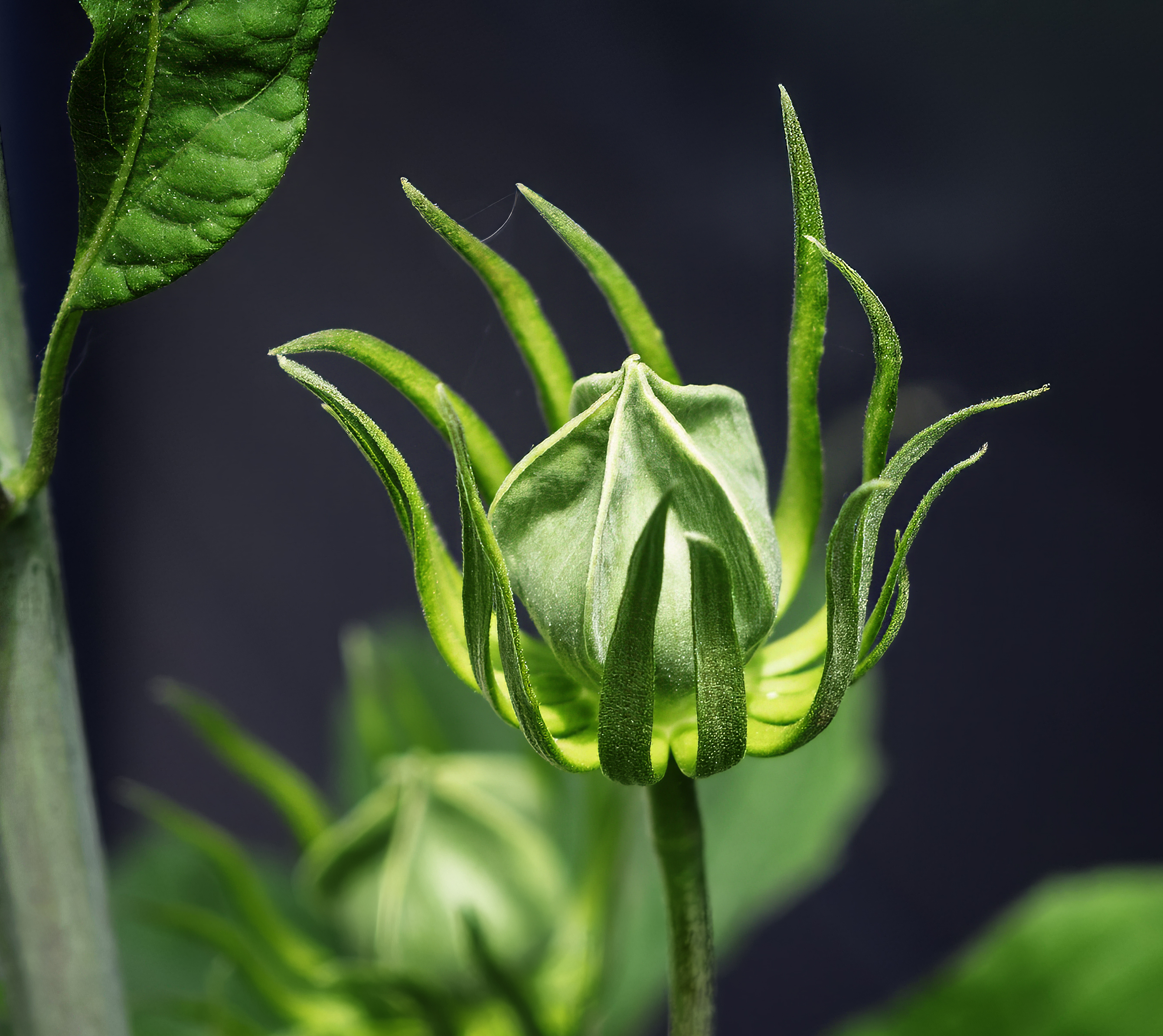
Bouton floral
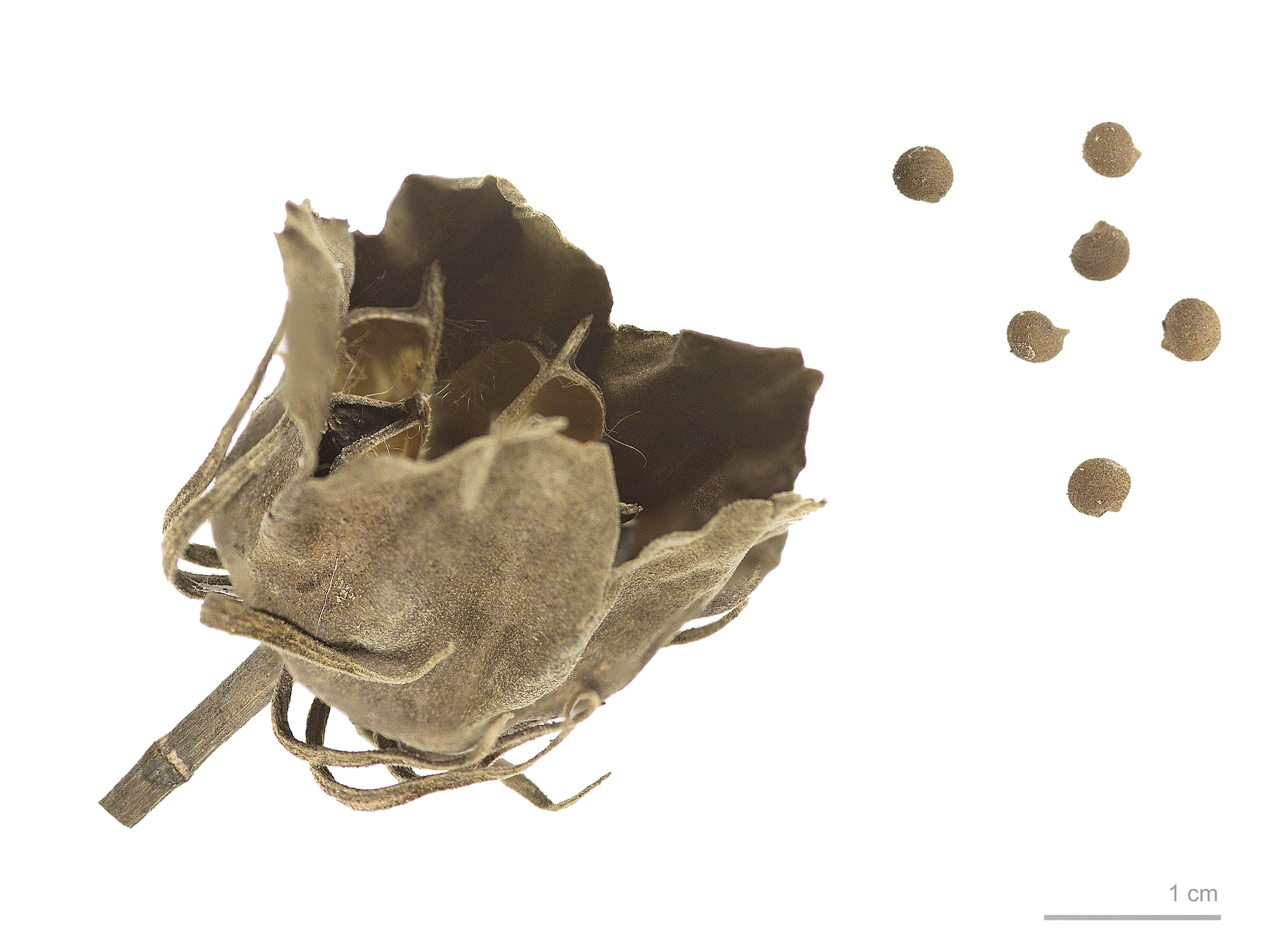
Fruit et graines - Muséum de Toulouse

## Sous-espèces
Valides selon ITIS :
- Hibiscus moscheutos var. lasiocarpos (Cav.) O.J.Blanchard
- Hibiscus moscheutos var. moscheutos L.

Valides selon NCBI :
- Hibiscus moscheutos subsp. incanus
- Hibiscus moscheutos subsp. lasiocarpos
- Hibiscus moscheutos subsp. moscheutos
- Hibiscus moscheutos subsp. palustris

Inflorescence immature
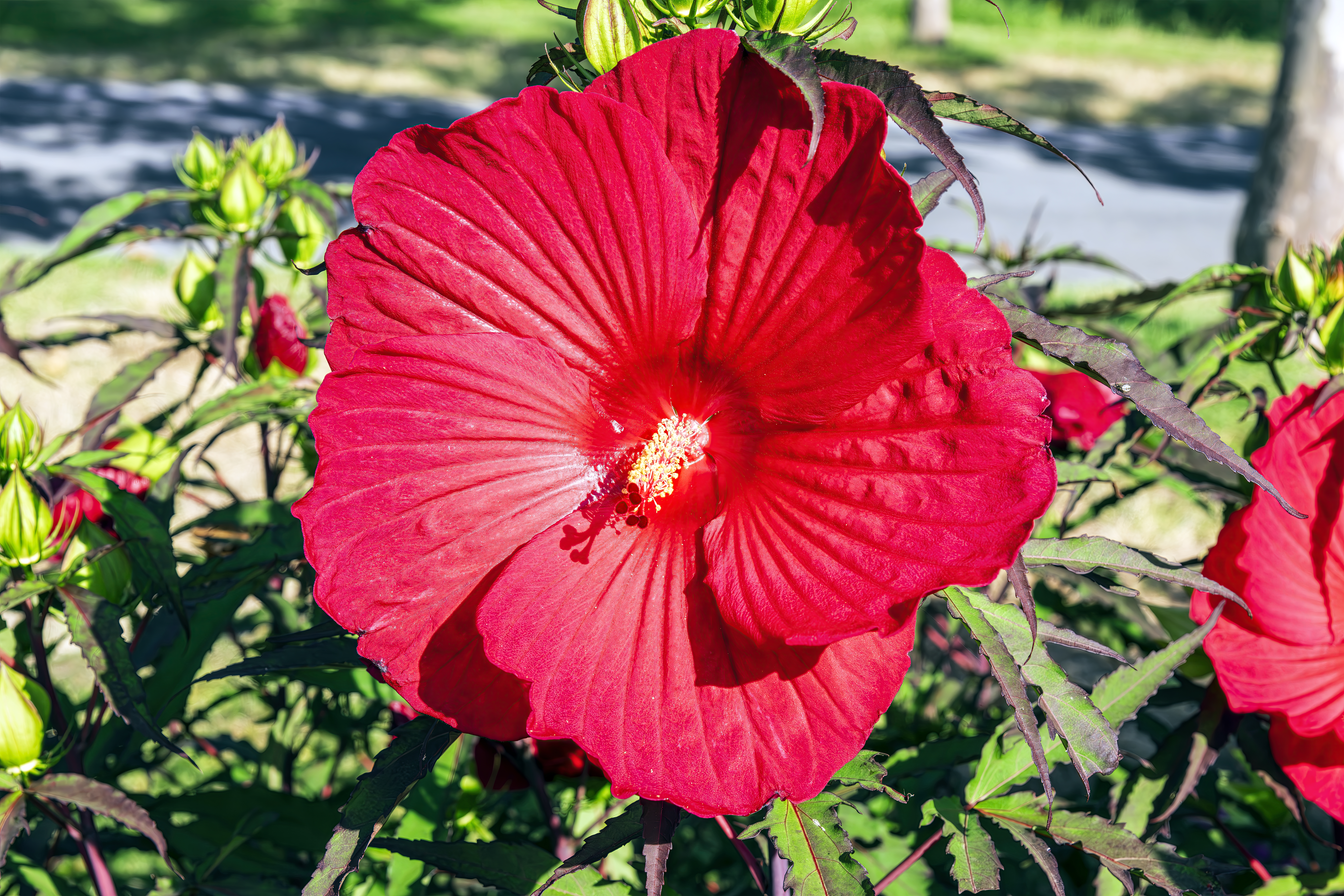
Hibiscus moscheutos - Red swamp rose-mallow
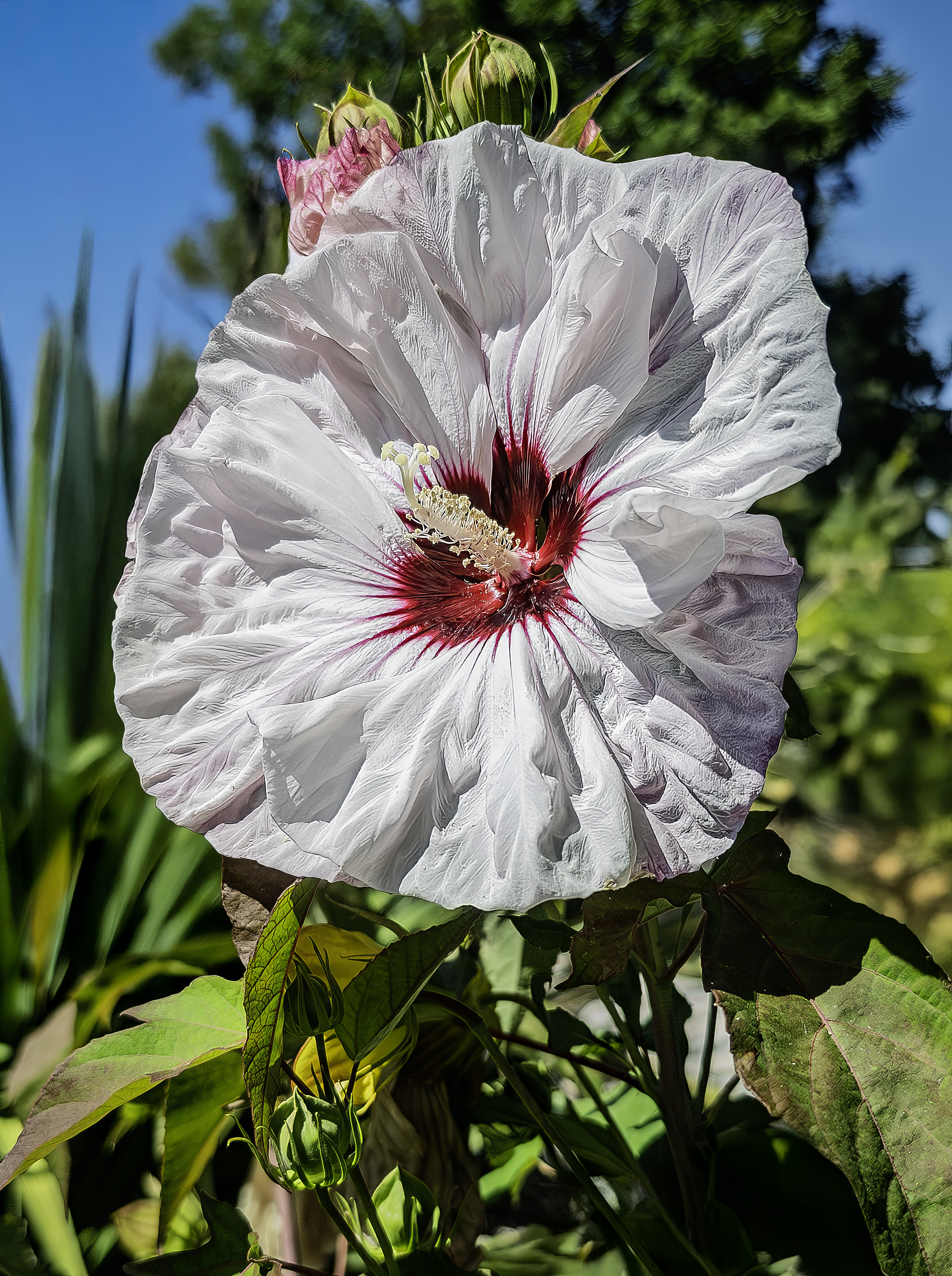
Hibiscus moscheutos  SUMMERIFIC® 'Perfect Storm
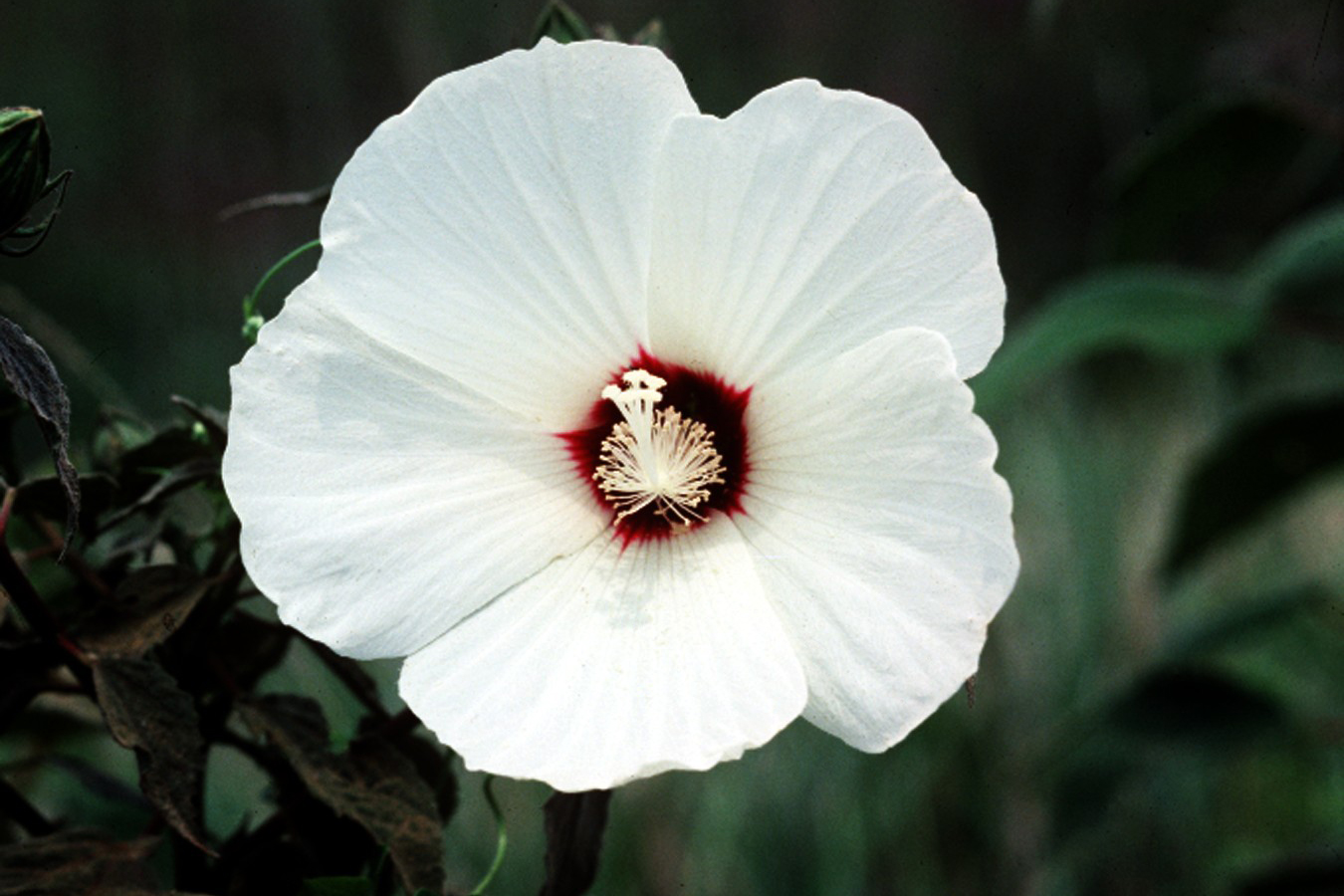
H. moscheutos
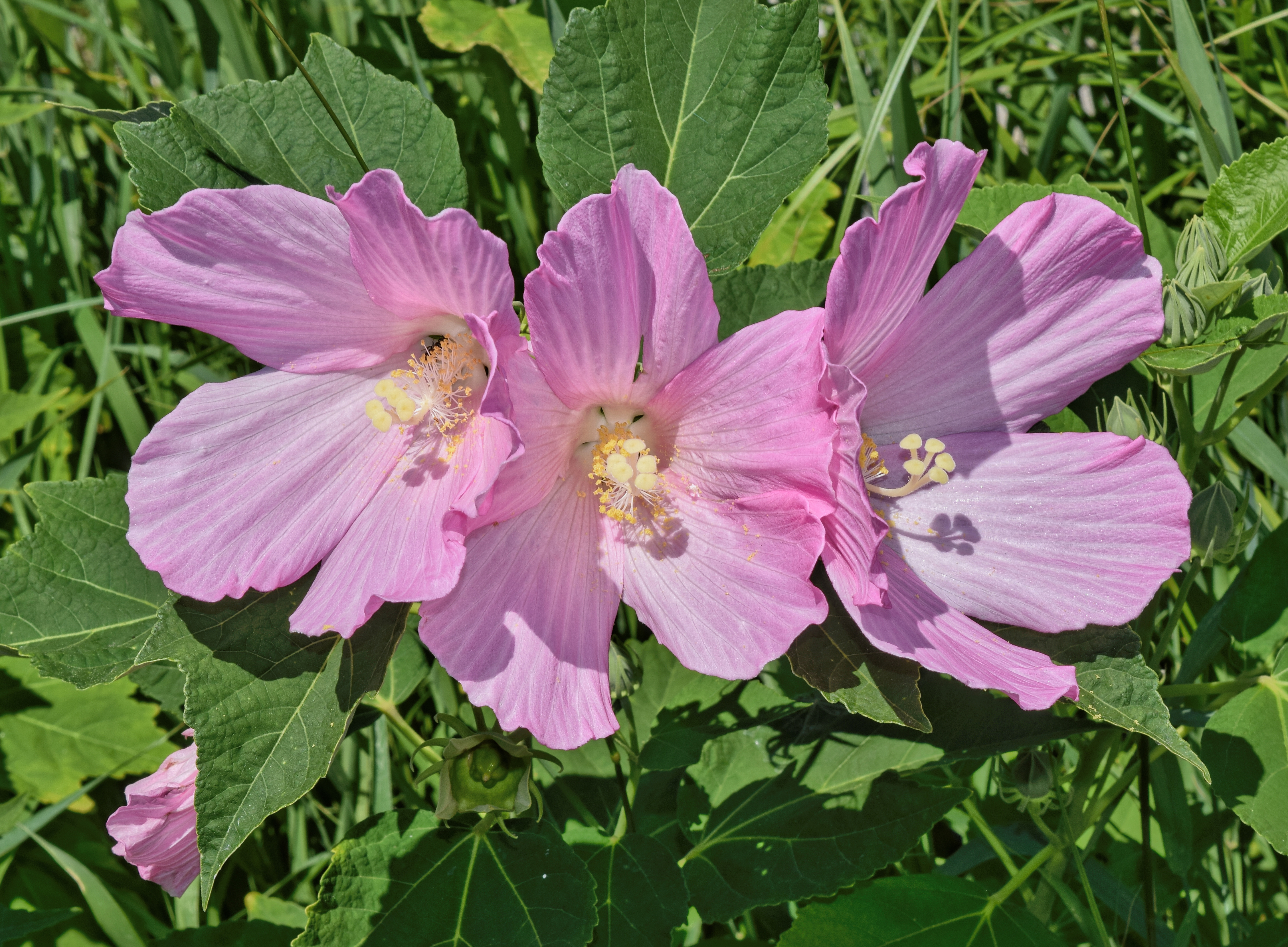
H. moscheutos